# Luguentz Dort
Luguentz Dort (Montréal, 19 aprile 1999) è un cestista canadese, professionista nella NBA con gli Oklahoma City Thunder.

## Statistiche

### NCAA
| Anno      | Squadra        | PG | PT | MP   | TC%  | 3P%  | TL%  | RP  | AP  | PRP | SP  | PP   |
| --------- | -------------- | -- | -- | ---- | ---- | ---- | ---- | --- | --- | --- | --- | ---- |
| 2018-2019 | ASU Sun Devils | 34 | 33 | 31,5 | 40,5 | 30,7 | 70,0 | 4,3 | 2,3 | 1,5 | 0,2 | 16,1 |
| Carriera  | Carriera       | 34 | 33 | 31,5 | 40,5 | 30,7 | 70,0 | 4,3 | 2,3 | 1,5 | 0,2 | 16,1 |

#### Massimi in carriera
- Massimo di punti: 33 vs Utah State (21 novembre 2018)[1]
- Massimo di rimbalzi: 12 vs California State-Long Beach (12 novembre 2018)
- Massimo di assist: 6 (2 volte)
- Massimo di palle rubate: 4 (2 volte)
- Massimo di stoppate: 2 vs Stanford (20 febbraio 2019)
- Massimo di minuti giocati: 39 (3 volte)

### NBA

#### Regular Season
| Anno       | Squadra          | PG  | PT  | MP   | TC%  | 3P%  | TL%  | RP  | AP  | PRP | SP  | PP   |
| ---------- | ---------------- | --- | --- | ---- | ---- | ---- | ---- | --- | --- | --- | --- | ---- |
| 2019-2020  | Oklahoma Thunder | 36  | 28  | 22,8 | 39,4 | 29,7 | 79,2 | 2,3 | 0,8 | 0,9 | 0,1 | 6,8  |
| 2020-2021  | Oklahoma Thunder | 52  | 52  | 29,7 | 38,7 | 34,3 | 74,4 | 3,6 | 1,7 | 0,9 | 0,4 | 14,0 |
| 2021-2022  | Oklahoma Thunder | 51  | 51  | 32,7 | 40,4 | 33,2 | 84,3 | 4,2 | 1,7 | 0,9 | 0,4 | 17,2 |
| 2022-2023  | Oklahoma Thunder | 74  | 73  | 30,7 | 38,8 | 33,0 | 77,2 | 4,6 | 2,1 | 1,0 | 0,3 | 13,7 |
| 2023-2024  | Oklahoma Thunder | 79  | 79  | 28,4 | 43,8 | 39,4 | 82,6 | 3,6 | 1,4 | 0,9 | 0,6 | 10,9 |
| 2024-2025† | Oklahoma Thunder | 71  | 71  | 29,2 | 43,5 | 41,2 | 71,7 | 4,1 | 1,6 | 1,1 | 0,5 | 10,1 |
| Carriera   | Carriera         | 363 | 354 | 29,3 | 40,8 | 36,0 | 79,0 | 3,0 | 1,6 | 1,0 | 0,4 | 12,2 |

#### Play-off
| Anno     | Squadra          | PG | PT | MP   | TC%  | 3P%  | TL%  | RP  | AP  | PRP | SP  | PP   |
| -------- | ---------------- | -- | -- | ---- | ---- | ---- | ---- | --- | --- | --- | --- | ---- |
| 2020     | Oklahoma Thunder | 6  | 6  | 29,2 | 35,5 | 26,0 | 53,3 | 3,7 | 1,0 | 0,3 | 1,0 | 12,5 |
| 2024     | Oklahoma Thunder | 10 | 10 | 35,0 | 36,3 | 39,1 | 84,2 | 4,6 | 2,0 | 1,3 | 0,2 | 10,7 |
| 2025†    | Oklahoma Thunder | 23 | 23 | 29,0 | 36,6 | 34,3 | 63,6 | 3,9 | 0,9 | 1,3 | 0,4 | 7,9  |
| Carriera | Carriera         | 39 | 39 | 30,5 | 36,3 | 33,9 | 67,9 | 4,0 | 1,2 | 1,1 | 0,5 | 9,3  |

#### Massimi in carriera
- Massimo di punti: 42 vs Utah Jazz (13 aprile 2021)[2]
- Massimo di rimbalzi: 11 (2 volte)
- Massimo di assist: 7 vs Milwaukee Bucks (5 novembre 2022)
- Massimo di palle rubate: 6 vs Chicago Bulls (15 gennaio 2021)
- Massimo di stoppate: 3 vs Houston Rockets (22 agosto 2020)
- Massimo di minuti giocati: 41 vs Los Angeles Lakers (10 febbraio 2021)

### G League
| Anno      | Squadra       | PG | PT | MP   | TC%  | 3P%  | TL%  | RP  | AP  | PRP | SP  | PP   |
| --------- | ------------- | -- | -- | ---- | ---- | ---- | ---- | --- | --- | --- | --- | ---- |
| 2019-2020 | Oklahoma Blue | 13 | 12 | 31,9 | 43,8 | 33,3 | 60,0 | 4,8 | 2,6 | 0,9 | 0,6 | 19,5 |
| Carriera  | Carriera      | 13 | 12 | 31,9 | 43,8 | 33,3 | 60,0 | 4,8 | 2,6 | 0,9 | 0,6 | 19,5 |

## Palmarès

### Squadra
- Campionato NBA: 1

Oklahoma City Thunder: 2025

### Individuale
- NBA All-Defensive Team: 1

First Team: 2025